# Álamos de San Antonio
Álamos de San Antonio är en ort i Mexiko.   Den ligger i kommunen Manuel Benavides och delstaten Chihuahua, i den norra delen av landet, 1 200 km norr om huvudstaden Mexico City. Álamos de San Antonio ligger 1 009 meter över havet och antalet invånare är 131.
Terrängen runt Álamos de San Antonio är huvudsakligen kuperad, men åt nordost är den platt.  Trakten runt Álamos de San Antonio är nära nog obefolkad, med mindre än två invånare per kvadratkilometer. Det finns inga andra samhällen i närheten. Omgivningarna runt Álamos de San Antonio är i huvudsak ett öppet busklandskap.